# Giovanni Migliara
Giovanni Migliara (Alessandria, 15 ottobre 1785 – Milano, 18 aprile 1837) è stato un pittore e scenografo italiano.

## Biografia

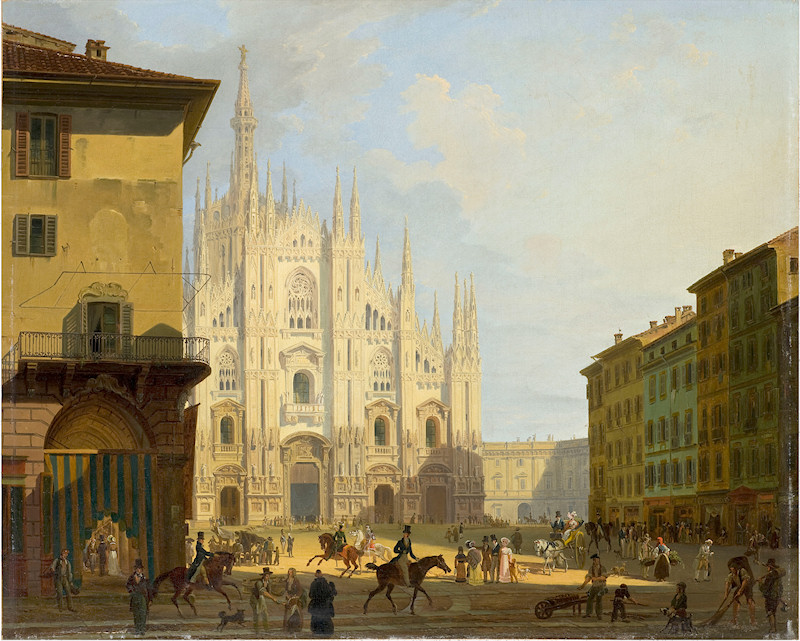
Veduta di piazza del Duomo in Milano, 1828 (Fondazione Cariplo)

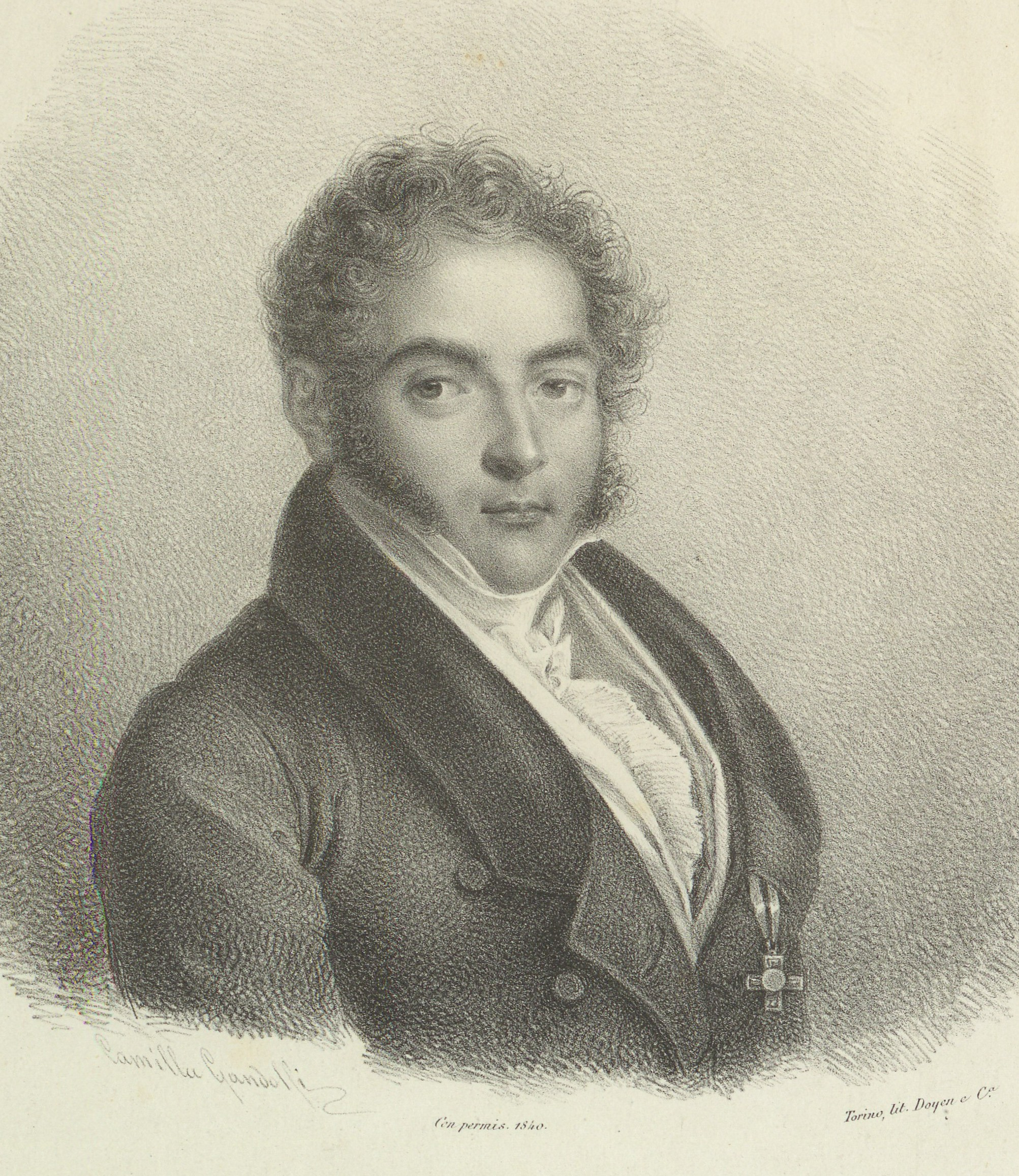
Giovanni Migliara in una litografia ritratto da Camilla Guiscardi Gandolfi, 1840

Terzogenito di Pietro, ebanista, e di Anna Bandera, studiò pittura con il celebre ornamentarista Albertolli e con Bernardino Galliani, che era specializzato in decorazioni ad affresco e che nel 1804 lo volle come suo aiuto nella decorazione del Teatro Carcano, a Milano. Da queste esperienze trasse grande abilità come miniatore, come paesaggista, come creatore di prospettive e anche come scenografo. La direzione del Teatro alla Scala lo assunse nel 1806 come scenografo; ma dopo quattro anni di collaborazione egli rinunciò all'incarico, per motivi di salute. Fu strappato alla morte dalle amorevoli cure della moglie e riprese a lavorare, dipingendo al cavalletto vedute, su ispirazione dei grandi vedutisti veneziani del Settecento.
Oltre alle vedute, dipinse capricci, interni di chiese e di conventi, con arditi tagli prospettici, accentuati da mirabili contrasti di luce. Le dimensioni delle sue opere difficilmente superano i 60–70 cm di lato, e molte hanno dimensioni ancora più ridotte, quando non sono vere miniature. Caratteristico è il suo fixè,  che è una miniatura dipinta su seta e poi applicata su vetro.
Come altri artisti dell'epoca ha compiuto il suo Grand Tour in Italia: rimase affascinato da Roma e da Venezia, mentre confidò di non aver trovato alcuno spunto di ispirazione a Napoli.
La critica del tempo lo ha definito il "nuovo Newton, il signore della luce, colui che rivaleggia con la natura". Fu accolto come membro da molte Accademie di belle arti. Dal 1812 fu presente alle Esposizioni braidensi e gli giunsero committenze dal re Carlo Alberto, da Maria Cristina di Savoia, dal Granduca di Toscana Leopoldo II, dalla Duchessa di Parma Maria Luigia, dall'Arciduca Ranieri Viceré del Lombardo-Veneto, dal Principe di Metternich.
La Corte di Madrid lo invitò nel 1830 per un'importante commessa, legata all'illustrazione di basiliche del paese; ma egli rifiutò, per stare vicino alla propria famiglia.
Pur abitando a Milano non rinnegò mai la sua cittadinanza piemontese: fu insignito, nel 1831, dell'onorificenza dell'Ordine del Merito Civile di Savoia, con possibilità di essere ricevuto dal re. Nel 1833 Carlo Alberto lo nominò pittore di corte.

Per mancanza di tempo, non potendo garantire una regolare frequenza, rifiutò una cattedra a Brera. Fondò una sua scuola e la figlia Teodolinda, insieme ad altri artisti, definiti "Migliaristi", ne fecero parte.

Pittori come Giovanni Battista Dell'Acqua, Federico Moja, Ferdinando Moja, Giovanni Renica, Pompeo Calvi, Luigi Bisi ed altri studiarono la sua tecnica e il suo stile e lo considerarono un loro Maestro.
Migliara morì cinquantaduenne il 18 aprile 1837, stroncato da problemi polmonari, gli stessi che in gioventù lo avevano provato duramente, costringendolo ad abbandonare una promettente carriera di scenografo. La notizia della morte colpì profondamente la città in ogni suo ceto. I funerali si svolsero il 21 nella chiesa di San Babila e davanti al feretro fu posta l'ultimo quadro ancora incompiuto a cui il pittore aveva lavorato, l'interno della chiesa di San Marco. Lungo tutto il percorso da San Babila al cimitero di San Gregorio fuori da Porta Venezia, oggi non più esistente, la bara fu accompagnata da una banda militare e dal console sardo, dal Presidente e dai professori dell'Accademia di Brera e da trecento amici. I lembi della coltre funebre furono affidati a Massimo d'Azeglio, all'incisore genovese Michele Bisi, allo scultore Pompeo Marchesi e al pittore Federico Moja. L'orazione funebre fu affidata a Ignazio Fumagalli, segretario dell'Accademia, e Defendente Sacchi.
Imponente è la raccolta delle sue opere, custodita presso la Pinacoteca di Alessandria e formatasi in parte mediante oculati acquisti e donazioni; ma completata in maniera decisiva dall'imponente lascito di Teodolinda Migliara.
La sua lapide tombale viene conservata nella cripta della chiesa di San Gregorio Magno.

## Intitolazioni
Nel 1829 Alessandria, sua città natale, gli dedicò una medaglia, coniata dal Puttinati.
Nel 1840, tre anni dopo la morte, nel loggiato superiore del Palazzo di Brera fu inaugurato un monumento in suo onore, scolpito da Somaini e pagato con una sottoscrizione popolare.
Sono state organizzate mostre su Migliara: in occasione del centenario della morte, nel 1937, ad Alessandria e una mostra itinerante, fra il 1977 e il 1978, alla riscoperta dell'opera grafica di Migliara, a Milano a Torino e ad Alessandria.

## Opere
- Saccheggio della casa del ministro Prina (1814)
- Atrio della chiesa di Santa Maria presso San Celso (1815), Pavia, Pinacoteca Malaspina
- Sant'Ambrogio a Milano (1818), Monaco di Baviera, Neue Pinakothek
- Piazza San Marco
- Spezieria dei frati (1829) Tremezzo (Como), Villa Carlotta
- Verziere
- Ingresso al castello Plessis de La Tour
- Veduta dell'Ospedale Maggiore a Milano
- Interno di chiostro
- Ponte del Trofeo all'inizio del Naviglio Pavese a Porta Ticinese
- Mutuo insegnamento (Torino), Museo del Risorgimento[3]

## Opere in musei

### Musei in Italia
- Museo nazionale del Risorgimento italiano di Torino con Mutuo insegnamento.
- Pinacoteca Ambrosiana di Milano
- Gallerie d'Italia - Milano di Milano

### Musei all'estero
- Neue Pinakothek di Monaco di Baviera (Germania) con Sant'Ambrogio a Milano (1818)
- Museo del Prado di Madrid (Spagna) con La prigione di Francesco I